# クレイグ・マクリーン
クレイグ・マクリーン（Craig MacLean、1971年7月31日- ）は、スコットランドの自転車競技（トラックレース）選手。
2000年開催のシドニーオリンピックに、同じスコットランド出身のクリス・ホイ、同大会1kmタイムトライアル金メダリストのジェイソン・クアリーと共にイギリスチームの一員として、チームスプリントに出場して銀メダルを獲得。2004年開催のアテネオリンピックにも出場した。世界自転車選手権においてもチームスプリントにおいて2002年に優勝を経験している他、2006年、2007年は2位となっている。また、2006年の世界選手権・個人スプリントでは、テオ・ボスについで2位となった。
国際競輪にも2002年から参加しており、2007年までの通算戦績は48戦20勝。優勝4回。特に2007年は16戦10勝、優勝2回という成績を挙げている。